# Jonathan Dümcke
Jonathan Dümcke (* 9. März 1991 in Potsdam; † 5. August 2013 in Italien) war ein deutscher Schauspieler.

## Leben
Jonathan Dümcke war der Sohn des Fernsehproduzenten Wolfgang Dümcke und von Martina Dümcke-Holling geb. Holling. Er begann seine Schauspielkarriere im Jahr 2000 in der Fernsehserie Max & Lisa. Einem größeren Publikum wurde er als Tommy in der Fernsehreihe Bloch bekannt, an der er von 2002 bis 2012 mitwirkte. 2006 war er als einer der Hauptdarsteller in dem Kinofilm TKKG – Das Geheimnis um die rätselhafte Mind-Machine zu sehen. Dümcke war auch als Theaterschauspieler aktiv.
Jonathan Dümcke, der mit einem Mehrfach-Herzfehler zur Welt gekommen war, musste sich seit 1991 vier Eingriffen am Herzen unterziehen. Er starb am 5. August 2013 im Alter von 22 Jahren während einer Italienreise an seinem Herzleiden.

## Filmografie (Auswahl)
- 2000: Max & Lisa (Fernsehserie)
- 2002: Die Rückkehr
- 2002: Polizeiruf 110: Bei Klingelzeichen Mord (Fernsehreihe)
- 2002–2012: Bloch (Fernsehreihe)
- 2002: Tatort – Bienzle und der süße Tod (Fernsehreihe)
- 2003: Comedy Kids
- 2003: Sperling – Sperling und die Angst vor dem Schmerz (Fernsehserie)
- 2004: Berlin, Berlin – Generationen (Fernsehserie)
- 2004: Der verzauberte Otter
- 2006: Familie Dr. Kleist – Kinderherzen (Fernsehserie)
- 2006: TKKG – Das Geheimnis um die rätselhafte Mind-Machine
- 2008: 1:0 für das Glück (Fernsehfilm)
- 2008: Löwenzahn – Störche – Nestsuche für den Nachwuchs (Fernsehserie)
- 2010: Notruf Hafenkante – Gegen die Zeit (Fernsehserie)
- 2010: Tatort – Vergessene Erinnerung (Fernsehreihe)
- 2011: Tod am Engelstein – Regie: Christiane Balthasar (Fernsehfilm)
- 2011: Vermisst – Alexandra Walch, 17 (Fernsehfilm)
- 2011: Ein Lied (Kurzfilm)
- 2012: Mandy will ans Meer (Fernsehfilm)
- 2013: Das Adlon. Eine Familiensaga
- 2013: Alles Klara – Der allerletzte Gast (Fernsehfilm)